# Burzum
Burzum é um projeto musical solo norueguês fundado por Varg Vikernes em 1991. Embora o Burzum nunca tenha feito apresentações ao vivo, ele se tornou um marco no início da cena black metal norueguesa e é considerado a banda mais influente na história do black metal. Vikernes também lançou cinco álbuns de dark ambient e neofolk. A palavra "burzum" significa "escuridão" na Língua Negra, uma linguagem fictícia criada pelo escritor de O Senhor dos Anéis, J. R. R. Tolkien. As letras e imagens do Burzum são frequentemente inspiradas na fantasia e na mitologia nórdica.
Vikernes fundou o Burzum em 1991 e gravou os primeiros quatro álbuns do Burzum entre janeiro de 1992 e março de 1993. De 1994 a 2009, Vikernes foi preso pelo assassinato do guitarrista do Mayhem, Øystein "Euronymous" Aarseth, e pelo incêndio criminoso de três igrejas. Enquanto estava preso, gravou dois álbuns dark ambient usando apenas sintetizadores, pois não tinha acesso a bateria, guitarra ou baixo. Desde a sua libertação da prisão em 2009, ele gravou vários outros álbuns. Vikernes anunciou o fim do Burzum em 2018, lançando o último álbum do projeto, Thulêan Mysteries, em 2020. O projeto ficou adormecido até 2023, quando Vikernes lançou uma nova música chamada “The Reincarnation of Ódinn”.

## História

### Primeiros anos (1988-1992)

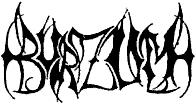
O logotipo original do Burzum, usado apenas em 1991.

Varg Vikernes começou a fazer música em 1988 com a banda Kalashnikov. No ano seguinte, o nome foi mudado para Uruk-Hai, em homenagem às criaturas de O Senhor dos Anéis, de J. R. R. Tolkien. Em 1990 e 1991, Vikernes tocou guitarra na banda de death metal Old Funeral, que também era formada por membros que mais tarde formariam a banda Immortal. Ele aparece no EP Old Funeral Devoured Carcass. Vikernes deixou o Old Funeral em 1991 para se concentrar na criação de suas próprias visões musicais. Ele teve um projeto de curta duração chamado Satanel, junto com Abbath Doom Occulta. Ele então iniciou um projeto solo sob o nome de Burzum. A palavra "burzum" significa "escuridão" na Língua Negra, uma linguagem criada por Tolkien. Logo após gravar duas fitas demo, ele se tornou parte da cena black metal norueguesa. Com suas fitas demo, ele atraiu a atenção de Øystein "Euronymous" Aarseth do Mayhem, que havia recentemente formado a Deathlike Silence Productions. Aarseth então assinou com o Burzum para a gravadora e, pouco depois, Vikernes - sob o pseudônimo de Conde Grishnackh (outro nome adaptado de O Senhor dos Anéis) - começou a gravar o álbum de estreia autointitulado do Burzum. De acordo com a autobiografia de Vikernes em seu site, ele pretendia gravar o álbum com a pior qualidade de gravação possível (por ser uma marca típica da cena black metal norueguesa), ao mesmo tempo que o fazia soar aceitável. O álbum de estreia homônimo do Burzum foi lançado em 1992, sendo o segundo álbum lançado pela Deathlike Silence Productions. A música "War" deste álbum contou com a participação de Euronymous, tocando um solo de guitarra "só por diversão", segundo Vikernes.

Logotipo do Burzum usado entre 1991 e 1993

Vikernes afirmou que nunca havia feito nenhum show ao vivo com o Burzum, embora a certa altura estivesse interessado nisso, então Samoth do Emperor o acompanhou como baixista de sessão, embora apenas aparecendo no EP Aske. Além disso, Erik Lancelot foi contratado para ser o baterista da banda, embora não tenha gravado nenhum material do Burzum, e junto com Samoth não fez um show ao vivo. A essa altura, Vikernes já havia perdido o interesse em fazer concertos ao vivo e afirmou que "nem precisava mais de músicos de estúdio". Portanto, Samoth e Lancelot se separaram do Burzum. Det Som Engang Var foi lançado como segundo álbum do Burzum em 1993, gravado em 1992.

### Prisão (1993–2009)

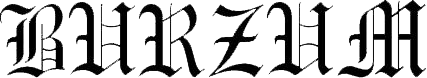
Logotipo do Burzum usado entre 1994 e 2009

Maio de 1994 viu o lançamento de Hvis Lyset Tar Oss, um novo álbum de material gravado anteriormente de 1992. Burzum permaneceu como projeto solo até 1994, quando Vikernes foi preso pelo assassinato de Euronymous e pelo incêndio de várias igrejas na Noruega. Durante seu tempo na prisão, Vikernes lançou seu próximo álbum, intitulado Filosofem, em 1º de janeiro de 1996. Gravada em março de 1993, Filosofem foi a última gravação que Vikernes fez antes de sua prisão. Burzum/Aske, uma compilação que inclui o álbum Burzum e o EP Aske, foi lançada em 1995. Enquanto estava preso, Vikernes conseguiu gravar outros dois álbuns em um estilo dark ambient. Eles foram lançados como Dauði Baldrs (1997) e Hliðskjálf (1999). Ambos os álbuns foram criados com sintetizador, já que Vikernes foi proibido de usar qualquer outro instrumento na prisão.
Em 1998, todos os álbuns do Burzum lançados até então foram relançados como discos de vinil em um box especial chamado 1992–1997 ; no entanto, Filosofem não continha "Rundtgåing av den transcendentale egenhetens støtte" devido ao seu comprimento. A edição regular de vinil de Filosofem on Misanthropy tinha as faixas 1–4 mais "Decrepitude II" no lado 1 e "Rundtgåing av den transcendentale egenhetens støtte" no lado 2.

### Pós-prisão, aposentadoria e retorno (2009–2020, 2023)

Logotipo do Burzum usado no álbum Belus de 2010, definido na fonte Ruritania

Logo após ser lançado, Vikernes começou a escrever novas faixas (nove faixas de metal e uma introdução e outro ambiente) para um próximo álbum do Burzum. Segundo o relato de Vikernes, várias gravadoras estavam interessadas em lançar seu primeiro álbum em onze anos. Ele afirmou sobre o novo álbum: "Quero aproveitar o meu tempo e fazê-lo do jeito que quero. Será metal e os fãs podem esperar o genuíno Burzum."
O álbum seria originalmente intitulado Den hvite guden (O Deus Branco), mas mais tarde ele decidiu mudá-lo para Belus, que foi lançado pela gravadora independente Byelobog Productions (byelobog é a transliteração de "белобог" em Línguas eslavas, que significa "deus branco") em 8 de março de 2010. Também foi anunciado que um filme seria lançado em 2010, baseado na vida de Varg Vikernes no início dos anos 1990. O filme se inspiraria principalmente no livro Lords of Chaos, sendo o filme de mesmo nome. Vikernes expressou seu desprezo tanto pelo filme quanto pelo livro em que se baseia.
Um segundo novo álbum de material original do Burzum, Fallen, foi lançado em 7 de março de 2011, seguido por uma compilação, From the Depths of Darkness, contendo regravações de faixas do álbum autointitulado do Burzum e Det som engang var, em 28 de novembro de 2011. Um terceiro novo álbum de estúdio de material original, intitulado Umskiptar, foi lançado em maio de 2012. Sôl Austan, Mâni vestan, o primeiro álbum eletrônico do Burzum desde 1999, foi lançado em maio de 2013. Em 27 de abril de 2013, uma música foi postada no canal oficial de Vikernes no YouTube, intitulada "Back to the Shadows". Em uma postagem no blog, Vikernes afirmou que "Back to the Shadows" seria a última faixa de metal lançada pelo Burzum. Outro álbum, The Ways of Yore, foi lançado em junho de 2014.
Após um período de inatividade, Vikernes postou um vídeo em sua conta no YouTube em junho de 2018 anunciando que "[ele] mudou [do Burzum]", dizendo "tchau" ao projeto.
Em julho de 2018, um usuário do YouTube chamado Hermann postou materiais inéditos de Uruk-Hai de 1988 a 1990 e gravações da prisão de Bergen do Burzum de 1994, que ele recebeu de Tiziana Stupia.
Em outubro de 2019, Vikernes postou um tweet dizendo que pretendia lançar outro álbum como Burzum. Ele anunciou que o nome provisório do álbum seria Thulêan Mysteries, que teria 23 músicas. As faixas do álbum foram usadas anteriormente como música de fundo no canal de Vikernes no YouTube, que foi retirado do ar no mesmo ano. Vikernes também disse que a música de Thulêan Mysteries deve ser usada como trilha sonora de fundo para seu RPG MYFAROG. Em 18 de dezembro, Vikernes tuitou a capa do álbum Thulêan Mysteries e anunciou sua data de lançamento como 13 de março de 2020. Vikernes afirmou que seria o último álbum do Burzum.
Em 8 de setembro de 2023, Vikernes lançou uma nova música como Burzum chamada “The Reincarnation of Ódinn”.

## Estilo
A música do Burzum inclui tanto black metal simples quanto dark ambient, neofolk  e música neo-medieval. Muitas vezes é minimalista e sombrio, com repetições e estruturas musicais simples. Vikernes descreveu o Burzum como uma espécie de "feitiço" ou recriação de um mundo imaginário ligado à história pagã. Cada álbum, afirma ele, foi concebido como uma espécie de "feitiço" em si, com cada música inicial pretendendo tornar o ouvinte mais suscetível à "magia", as músicas seguintes para inspirar um "estado mental de transe" e a última música a transportar o ouvinte para um "mundo de fantasia" (sonhos, pois o ouvinte adormecia - Burzum deveria ser música noturna). Vikernes afirma que a intenção de criar este mundo de fantasia veio da insatisfação com o mundo real. Ele afirmou que a "mensagem" do Burzum pode ser encontrada na letra da primeira música do primeiro álbum ("Feeble Screams from Forests Unknown").
As letras e imagens do Burzum são frequentemente inspiradas na fantasia e na mitologia nórdica, e não apresentam as visões políticas de extrema-direita pelas quais Vikernes é conhecido. Em uma entrevista de 2010, Vikernes disse: "Burzum não é uma banda política ou religiosa, ou mesmo uma banda anti-religiosa. Burzum é música; arte, se você quiser, e a interpretação da arte está nos olhos de quem vê. Eu poderia ser nórdico, heterossexual e ter uma ideologia pagã, mas por que esperaria que os fãs da minha música fossem como eu?". Apesar da natureza apolítica do projeto, o Burzum está incluído na lista de Indivíduos e Organizações Perigosas da Meta.
Os primeiros trabalhos do Burzum foram influenciados por Tolkien; por exemplo, o antigo apelido de Vikernes, "Conde Grishnackh", foi tirado de um personagem orc chamado Grishnákh nas obras de Tolkien. Burzum é uma palavra da Língua Negra de Mordor que significa "escuridão" (embora Vikernes veja o que os cristãos consideram "escuridão" como "luz"), e está inscrito no Um Anel em O Senhor dos Anéis de Tolkien.

## Influências e legado
Vikernes disse que a banda alemã de thrash metal Destruction "mudou minha abordagem em relação a tocar meu instrumento", apesar de só tê-los descoberto em 1991. Em uma entrevista de 1996 para Terrorizer, Vikernes também nomeou Blood Fire Death de Bathory e Morbid Tales de Celtic Frost como influências significativas no Burzum. Ele creditou Within the Realm of a Dying Sun de Dead Can Dance por ser uma das primeiras influências não-metal do Burzum. Em 2011, Vikernes disse que não acompanhava mais as novas bandas de black metal e, em vez disso, ouvia principalmente The Cure.
O Burzum é amplamente considerado a banda mais influente da história do black metal. Bandas que listaram o Burzum como influência incluem Deafheaven, Liturgy, e Altar of Plagues. O projeto também inspirou músicos de outros gêneros, incluindo Chelsea Wolfe, Mount Eerie, Thurston Moore, Anna von Hausswolff, Grimes, Brie Larson, Vision Eternel, e Sleigh Bells.

## Discografia
Principais lançamentos
- Burzum (1992)
- Det Som Engang Var (1993)
- Hvis Lyset Tar Oss (1994)
- Filosofem (1996)
- Dauði Baldrs (1997)
- Hliðskjálf (1999)
- Belus (2010)
- Fallen (2011)
- Umskiptar (2012)
- Sol Austan, Mâni Vestan (2013)
- The Ways of Yore (2014)
- Thulêan Mysteries (2020) [54]
- The Land of Thulê (2024)

EPs
- Aske (1993)

Singles
- "Mythic Dawn" (2015)
- "Forgotten Realms" (2015)
- "Thulean Mysteries" (2015)
- “The Reincarnation of Ódinn” (2023)
- "The Magic of the Grave" (2024)
- "The Hidden Name" (2024)
- "The Nature of the Gods" (2024)
- "The Call of the Kraken" (2024)
- "Beyond the Gate" (2024)
- "Winds of the Vanished Realm" (2024)
- "Memories in the Mist" (2024)

Demos e promocionais
- Burzum Demo (1991)
- Reh/Demo 91 (1991)
- Reh II/Demo 92 (1992)
- Burzum Promo (1992)

Videoclipes
- "Dunkelheit" (1996)

Álbuns de compilação
- Burzum / Aske (1995)
- Burzum Anthology (2002) (bootleg)
- Draugen – Rarities (2005) (bootleg, apresentando erroneamente uma faixa de Ildjarn)
- Burzum Anthology (2008)
- From the Depths of Darkness (2011)
- Foreldra (2019)
- Thulê (2019)
- Balder's Død (2021)
- Unreleased Material 1988-1994 (2021)[Nota 1][55]

Box sets
- Burzum 1992–1997 (1998)
- Burzum 1992-1999 (2010)
- XIII (2018)
- In the Arms of Darkness (2019)

Outras aparições
- Presumed Guilty (1998) (contribuiu com "Et hvitt lys over skogen")
- Gummo (1998) (contribuição de "Rundtgåing av den transcendentale egenhetens støtte")
- Fenriz Presents... The Best of Old-School Black Metal (2004) (contribuiu com "Ea, Lord of the Depths")

## Integrantes
- Varg Vikernes – vocal, composições, guitarras, baixo, teclado, bateria, sintetizador (1991–presente)

Músicos participantes
- Samoth (Tomas Haugen) – baixo em Aske (1992)
- Euronymous (Øystein Aarseth) – solo de guitarra em "War", gongo em "Dungeons of Darkness" (do álbum homônimo; 1992)